# 濃姬

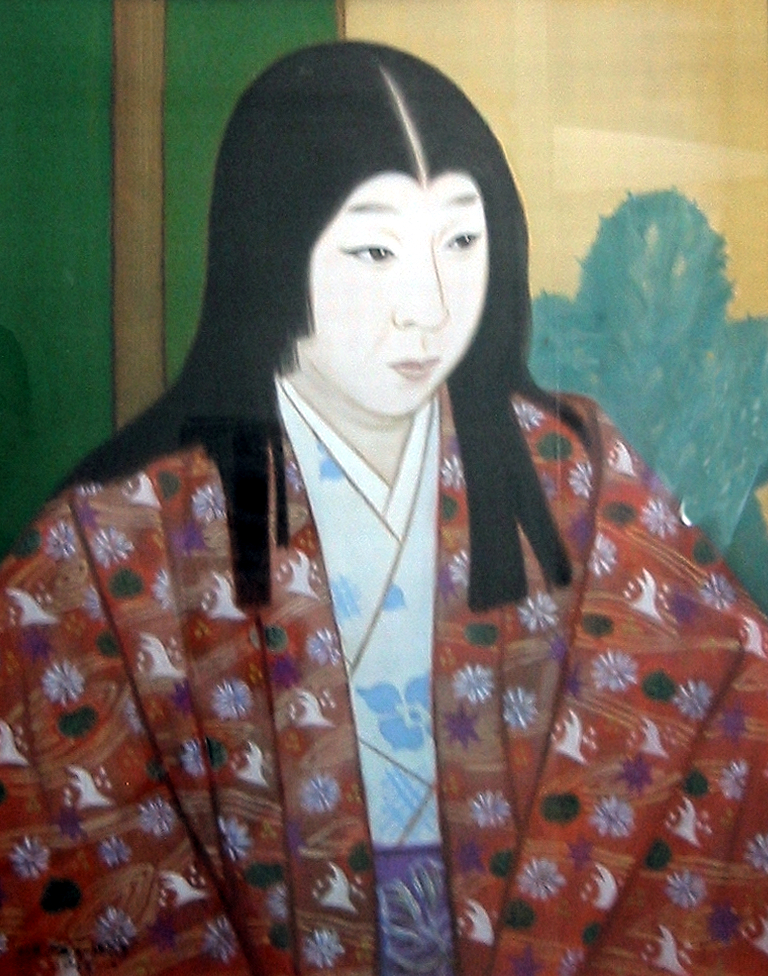
岐阜城中展示的濃姬畫像

濃姬（1535年—？），日本戰國時代的女性，父親為齋藤道三，母親為正室小見之方。織田信長的正室。後世一般稱之為「濃姬」，意即來自美濃的貴族女性。據江戶時代成立的《美濃國諸舊記》，名字是歸蝶，又因出生在美濃守護土岐氏主城鷺山城也被稱為鷺山殿。

## 生平事蹟
生于天文四年（1535年）。逝世于弘治2年（1556年）9月19日或慶長17年7月9日（1612年8月5日）。母親小見之方為明智光繼之女，據説濃姫是正室的唯一孩子。據《明智軍記》記載明智光繼為明智光秀之祖父，無論明智光秀父親為明智光綱(《明智軍記》)或是明智光隆(《明智氏一族宮城家相伝系図書》)，濃姬與光秀皆為表兄妹。
天文十三年（1544年）加納口之戰後，美濃尾張締結和約，濃姬嫁給織田信長做正室。齋藤道三在長良川之戰戰死後，濃姬曾寄進父親道三的肖像畫到齋藤家的菩提寺常在寺。
通說信長和濃姬之間並沒有子女，但根據《近江國輿地志》卻有關於信長正室生子的記錄。
雖然濃姬是戰國大名織田信長的正室，也有許多史料記載信長會寫信去處理家臣們夫妻吵架的問題，但是關於她的事蹟記載卻十分少，生涯最後的情況不明。

## 生涯後期的各種說法
有說法是既然信長已經得到美濃，濃姬的存在已無價值，所以將她殺害（一說流放）；也有說法是早在這個時候以前，濃姬已經病故。由於她沒有為信長生下子女，而史書往往對沒有生育的妻妾記載也並不多，導致她的後半生全是謎團。
山岡莊八的織田信長（全5冊）是說本能寺之變時，濃姬與信長共生死，但這並不是事實。據記載，當時在本能寺遇害的女性是一位叫阿能局的侍女，恰好日語中「能」與「濃」的發音相同，就被拿來作文章了。而在本能寺逃出來的女眷們，後來都被送回安土城。
1582年，本能寺之變後，織田信雄下令焚燬安土城。事先，蒲生賢秀與蒲生氏鄉父子即負責將信長的妻妾都由安土城迎到蒲生所屬的日野城去，其中有一位名為「安土殿」的妻妾受到織田信雄的照顧；有些人認為信雄不可能無故照顧一位與和自己沒有血緣關係的父親妻妾，因此認為這位安土夫人即為濃姬。安土殿後來在1612年過世，法名「養華院殿要津妙法大姊」，葬在京都信長一家的葬身之地大德寺總見院。
不過，像德川家康的妻妾，在家康死後，很多落髮為尼，受到德川秀忠的照顧（譬如英勝院、清雲院等等）。其中清雲院到了四代將軍·德川家綱的時代，因為是僅存的家康側室，受到重視。信雄也可能照顧出家的信長妻妾的。

## 傳說
傳說在濃姬出嫁前，道三曾給她一把短刀，表示如果信長真是笨蛋，可以殺了他，道三就會趁機發兵奪取尾張國。但是，歸蝶卻是告訴道三：「如果我發現他不是傻瓜的話，或許我這把刀最後會指向父親。」
另外也有個傳說，是信長使用反間計，向歸蝶散佈假消息，指出齋藤家有人會謀反，結果歸蝶把這假消息寫成信送回娘家給父親，使道三將無辜的家臣殺害。

## 登場作品
小說
- 濃姬與熙子：信長之妻與光秀之妻（河出書房新社、中島道子（日语：中島道子）著）
- 濃姬夢紀行（集英社、倉本由布（日语：倉本由布）著）
- 直到歸日（集英社、藤原真莉（日语：藤原真莉）著）
- 夢之痕－美濃姬異傳（集英社、藤原真莉著）
- 濃姬孤愁（講談社、阿井景子（日语：阿井景子）著）
- 戰國武將的妻子們（Cosmo（日语：コスモ文庫）、櫻田晉也（日语：桜田晋也）著）
- 宿曜師濃姬與信長（東京新聞出版局、勝見秀雄著）
- 戰國女人十一話：歸蝶之項（作品社、岩井三四二（日语：岩井三四二）著）
- 濃姬的膝枕（Cosmo、富田源太郎著）
- 戰國戀歌：霸王安眠（集英社、阿部曉子（日语：阿部暁子）著）
- 濃姬春秋（文藝社（日语：文芸社）、山本惠以子著）
- 歸蝶（PHP研究所、諸田怜子著）
- Dona Bibora之爪（中央公論新社、宮本昌孝（日语：宮本昌孝）著）
- 戰國姬～濃姬物語～（集英社、藤咲步那（日语：藤咲あゆな）著）

影視劇
- 織田信長（日语：織田信長 (映画)）（1940年、日活、演：宮城千賀子）
- 凸凹太閤記（日语：凸凹太閤記）（1953年、大映、演：入江多佳子（日语：入江たか子））
- 紅顔若武者 織田信長（日语：紅顔の若武者 織田信長）（1955年、東映、演：高千穗日鶴（日语：高千穂ひづる））
- 風雲兒織田信長（日语：風雲児 織田信長）（1959年、東映、演：香川京子）
- 敵在本能寺（1960年、松竹、演：瑳峨三智子）
- 織田信長（日语：織田信長 (1962年のテレビドラマ)）（1962年、ABC、演：島景子）
- 德川家康（1964年、NET、演：小林千登勢 → 磯野千鳥）
- 太閤記（日语：太閤記 (NHK大河ドラマ)）（1965年、NHK大河劇、演：稻野和子（日语：稲野和子））
- 德川家康（日语：徳川家康 (1965年の映画)）（1965年、東映、演：宮園純子）
- 戰國艷物語（日语：戦国艶物語#第一部・お市編）（1969年、ABC、演：白川由美）
- 天與地（1969年、NHK大河劇、演：上村香子）
- 青春太閤記（日语：青春太閤記 いまにみておれ!）（1970年、NTV、演：大谷直子）
- 國盜物語（日语：国盗り物語 (NHK大河ドラマ)）（1973年、NHK大河劇、演：松坂慶子）
- 德川家康（1983年、NHK大河劇、演：藤真利子）
- 太閤記（日语：太閤記 (1987年のテレビドラマ)）（1987年、TBS、演：十朱幸代）
- 武田信玄（1988年、NHK大河劇、演：麻生祐未）
- 德川家康（日语：徳川家康 (1988年のテレビドラマ)）（1988年、TBS、演：佐久間良子）
- 阿市御寮人（1989年、NTV、演：中田喜子）
- 織田信長（日语：織田信長 (1989年のテレビドラマ)）（1989年、TBS、演：名取裕子）
- 戰國亂世的暴君 齋藤道三 奪取天下的怒濤（日语：戦国乱世の暴れん坊 齋藤道三 怒涛の天下取り）（1991年、ANB、演：藤谷美紀）
- 德川家康 戰國最後的勝利者（1992年、ANB、演：佳那晃子）
- 信長KING OF ZIPANGU（1992年、NHK大河劇、演：菊池桃子）
- 獲取天下的男人 豐臣秀吉（日语：天下を獲った男 豊臣秀吉）（1993年、TBS、演：片瀨梨乃（日语：かたせ梨乃））
- 織田信長（日语：織田信長 (1994年のテレビドラマ)）（1994年、TX、演：涼風真世）
- 豐臣秀吉 獲取天下！（日语：豊臣秀吉 天下を獲る!）（1995年、TX、演：森口瑤子）
- 德川之女（日语：徳川の女）（1997年、TX、演：多岐川裕美）
- 織田信長 取得天下的傻瓜（日语：織田信長 天下を取ったバカ）（1998年、TBS、演：中谷美紀）
- 利家與松（2002年、NHK大河劇、演：石堂夏央）
- 戰國自衛隊1549（2005年、東寶、演：綾瀨遙）
- 國盜物語（日语：国盗り物語#新春ワイド時代劇版）（2005年、TX、演：菊川怜）
- 太閤記 獲取天下的男人・秀吉（日语：太閤記〜天下を獲った男・秀吉）（2006年、EX、演：吉本多香美）
- 功名十字路（2006年、NHK大河劇、演：和久井映見）
- 濃姬（日语：濃姫 (テレビドラマ)）（2012年、EX、演：觀月亞里莎）
- 女信長（2013年、CX、演：小雪）
- 信長協奏曲（2014年、CX、演：柴崎幸）
- 軍師官兵衛 （2014年、NHK大河劇、演：內田有紀）
- 信長的主廚（2014年、EX、演：齊藤由貴）
- 麒麟來了（2020年、NHK大河劇、演：川口春奈）
- 桶狹間〜織田信長 霸王的誕生〜（日语：桶狭間 OKEHAZAMA〜織田信長〜）（2021年、CX、演：廣瀨鈴）
- 传奇与蝴蝶（2023年、東映、演：綾瀨遙）

遊戲
- 戰國無雙系列/無雙OROCHI系列（聲優：鈴木麻里子）
- 戰國BASARA系列（聲優：日野由利加）
- 鬼武者3
- 新楓之谷
- 仁王
- 神魔之塔
- 美男戰國～穿越時空之戀，配音：梶裕貴

动画
- 信长老师的年幼妻子
- 胡蝶绮 ～少年信长～

## 延伸阅读
- 濃 織田信長・室―被謎團包籠的生涯解明（歷史讀本（日语：歴史読本）、永田恭教著）